# Bulakrejo (Balerejo)
Bulakrejo is een bestuurslaag in het regentschap Madiun van de provincie Oost-Java, Indonesië. Bulakrejo telt 1498 inwoners (volkstelling 2010).